# Tera di Solo y suave biento
Tera di Solo y suave biento (en français : Terre de soleil et de vent doux) est l'hymne officiel de Bonaire. Les paroles sont en papiamento. C'est également l'hymne des Antilles néerlandaises entre 1964 et 2000. 

## Paroles
| Paroles en papamiento | Traduction en français |
| --- | --- |
| Tera di Solo i suave bientu Patria orguyoso Sali foi laman Pueblo humilde i sèmper kontentu Di un kondukta tur parti gaba Pues lage nos trata tur dia Pa sèmper nos Boneiru ta menta Pa nos kanta den bon armonia Dushi Boneiru nos tera stima Laga nos tur como Boneiriano Uni nos kanto i alsa nos bos Nos ku ta yiu di un pueblo sano Sèmper contentu sperando den Dios Ningun poder no por kita e afekto Ku nos ta sinti pa e isla di nos Maske chikitu ku su defekto Nos ta stimele ariba tur kos | Terre de soleil et de douce brise, Une fière patrie née de la mer Des gens humbles, toujours heureux, D'une conduite admirée de tous Essayons donc chaque jour De toujours penser à notre Bonaire Et de chanter en bonne harmonie Douce Bonaire, notre terre bien-aimée Que tous les Bonairiens le fassent, Unissons-nous dans la chanson et élevons nos voix ensemble Nous, enfants d'un peuple en bonne santé, Toujours heureux, confiant en Dieu Aucun pouvoir ne pourra nous enlever cet amour Que nous ressentons pour notre île Même si elle est petite et pas parfaite Nous l'estimons par-dessus tout |